# 닝하이현

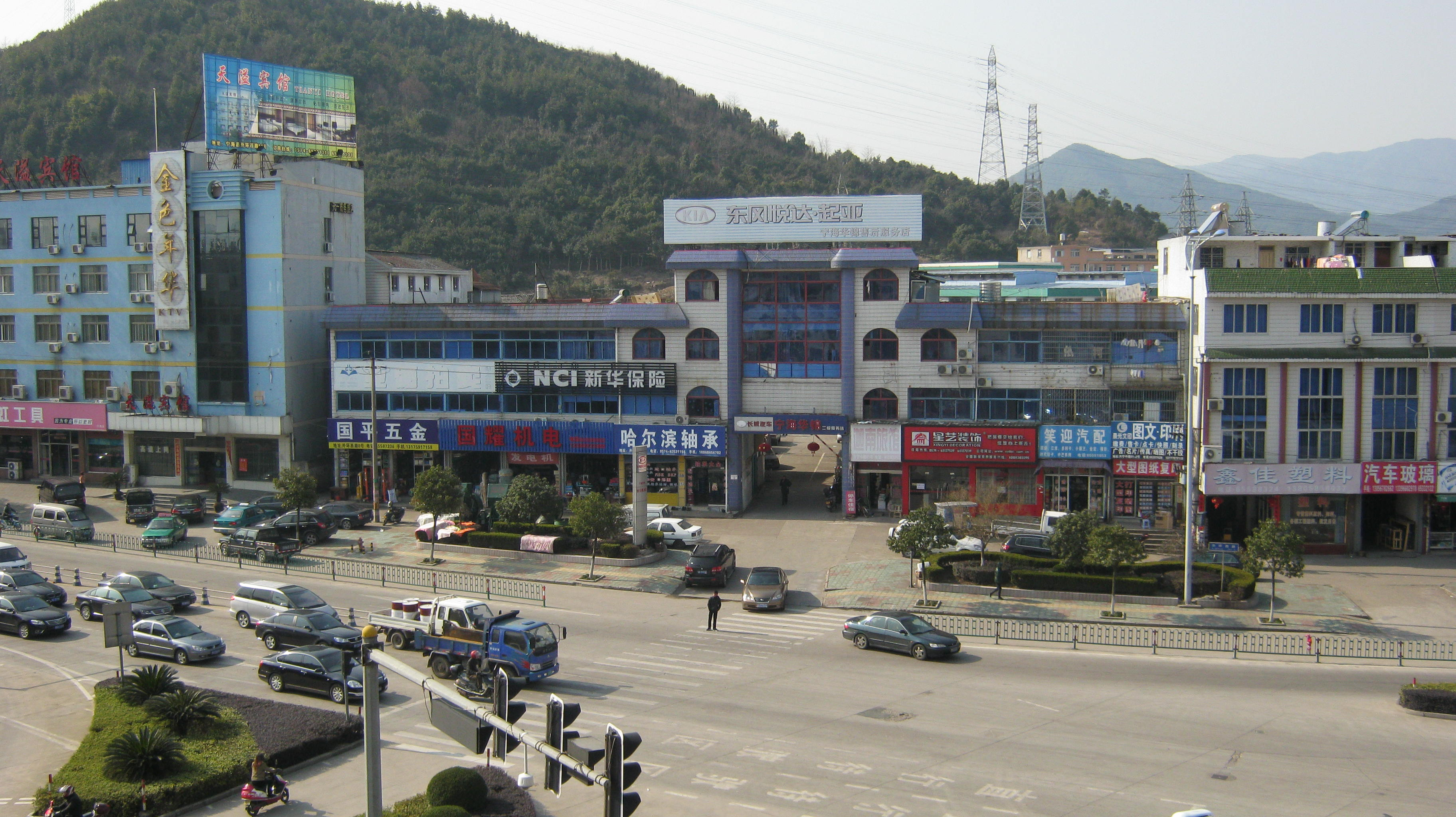

닝하이현(한국어: 영해현, 중국어 간체자: 宁海县, 정체자: 寧海縣, 병음: Nínghǎi Xiàn)은 중화인민공화국 저장성 닝보시의 현급 행정구역이다. 저장 성 동부의 해안선의 중앙부에 위치하고 상하이, 항저우와 인접해있다. 이곳은 첫 번째 대외 개방 지역 중 하나이다. 넓이는 1880km2이고, 인구는 2007년 기준으로 600,000명이다.

## 지리
닝하이는 저장 성 동부의 장강 삼각주의 남쪽 측면에 위치한다. 상하이 경제 개발 구역의 한 축을 이룬다. 닝보 시내에서 70km 떨어져있고 닝보 국제공항에서 66km, 베이룬 항과 90km 떨어져있으며 항저우와 210km, 상하이와 380km 떨어져있다. 아열대성 기후대에 놓여있고 연중 남동쪽에서 바람이 불어 따뜻하고 습한 기후를 띄며 강수량과 일조량이 충분하다. 연평균 기온과 습도는 각각 16.2℃, 78%이고 연평균 강수량은 1629mm이다.

### 기후
| Ninghai (1981−2010)의 기후                     | Ninghai (1981−2010)의 기후 | Ninghai (1981−2010)의 기후 | Ninghai (1981−2010)의 기후 | Ninghai (1981−2010)의 기후 | Ninghai (1981−2010)의 기후 | Ninghai (1981−2010)의 기후 | Ninghai (1981−2010)의 기후 | Ninghai (1981−2010)의 기후 | Ninghai (1981−2010)의 기후 | Ninghai (1981−2010)의 기후 | Ninghai (1981−2010)의 기후 | Ninghai (1981−2010)의 기후 | Ninghai (1981−2010)의 기후 |
| 월                                             | 1월                        | 2월                        | 3월                        | 4월                        | 5월                        | 6월                        | 7월                        | 8월                        | 9월                        | 10월                       | 11월                       | 12월                       | 연간                       |
| ---------------------------------------------- | -------------------------- | -------------------------- | -------------------------- | -------------------------- | -------------------------- | -------------------------- | -------------------------- | -------------------------- | -------------------------- | -------------------------- | -------------------------- | -------------------------- | -------------------------- |
| 역대 최고 기온 °C (°F)                         | 26.1 (79.0)                | 29.7 (85.5)                | 33.0 (91.4)                | 34.1 (93.4)                | 33.7 (92.7)                | 38.2 (100.8)               | 40.7 (105.3)               | 39.3 (102.7)               | 38.0 (100.4)               | 34.1 (93.4)                | 29.9 (85.8)                | 25.7 (78.3)                | 40.7 (105.3)               |
| 일평균 최고 기온 °C (°F)                       | 9.9 (49.8)                 | 11.3 (52.3)                | 14.7 (58.5)                | 20.5 (68.9)                | 25.1 (77.2)                | 28.2 (82.8)                | 32.6 (90.7)                | 31.9 (89.4)                | 28.2 (82.8)                | 23.8 (74.8)                | 18.6 (65.5)                | 12.9 (55.2)                | 21.5 (70.7)                |
| 일일 평균 기온 °C (°F)                         | 5.4 (41.7)                 | 6.9 (44.4)                 | 10.2 (50.4)                | 15.4 (59.7)                | 20.4 (68.7)                | 24.2 (75.6)                | 28.2 (82.8)                | 27.6 (81.7)                | 24.0 (75.2)                | 19.0 (66.2)                | 13.5 (56.3)                | 7.6 (45.7)                 | 16.9 (62.4)                |
| 일평균 최저 기온 °C (°F)                       | 2.1 (35.8)                 | 3.5 (38.3)                 | 6.7 (44.1)                 | 11.6 (52.9)                | 16.8 (62.2)                | 21.1 (70.0)                | 24.8 (76.6)                | 24.4 (75.9)                | 20.7 (69.3)                | 15.1 (59.2)                | 9.5 (49.1)                 | 3.6 (38.5)                 | 13.3 (56.0)                |
| 역대 최저 기온 °C (°F)                         | −8.4 (16.9)                | −6.1 (21.0)                | −4.9 (23.2)                | −0.5 (31.1)                | 7.1 (44.8)                 | 12.0 (53.6)                | 17.7 (63.9)                | 18.1 (64.6)                | 11.4 (52.5)                | 1.2 (34.2)                 | −3.3 (26.1)                | −7.1 (19.2)                | −8.4 (16.9)                |
| 평균 강수량 mm (인치)                          | 67.3 (2.65)                | 73.3 (2.89)                | 132.8 (5.23)               | 123.1 (4.85)               | 140.3 (5.52)               | 228.9 (9.01)               | 242.9 (9.56)               | 281.6 (11.09)              | 221.1 (8.70)               | 87.5 (3.44)                | 71.8 (2.83)                | 48.4 (1.91)                | 1,719 (67.68)              |
| 평균 상대 습도 (%)                             | 76                         | 77                         | 79                         | 79                         | 80                         | 84                         | 82                         | 83                         | 82                         | 79                         | 77                         | 74                         | 79                         |
| 출처: China Meteorological Data Service Center |                            |                            |                            |                            |                            |                            |                            |                            |                            |                            |                            |                            |                            |

## 역사
신석기 시대에 닝하이에는 이미 사람들이 살고 있었다. 280년에 바이자오를 소재지로 한 현이 설치되었다. 그러나 시간이 지나 589년에 현은 폐지되었고 린하이 현의 일부가 되었다. 621년에 하이유(현재 싼먼 현의 일부)를 소재자로 한 현이 복구되었다. 후에 이 현은 장안 현과 합쳐졌다. 689년에 측천무후가 황위에 올랐을 때 현을 복구하였고 광두리(현재의 청광 진)에 현 소재지를 두었다. 706년에 현은 확장하여 샹산 현을 관할 하에 두게 되었다.
1940년에 새로운 현이 싼먼이 설치되었고 하이유 진을 포함한 17개의 진으로 이루어져있었다. 현이 설치된 후에 닝하이는 린하이 현의 관할이 되었다가 타이저우 현의 관할이 되었다. 1949년에 중화인민공화국이 설립된 후에 현의 일부가 타이저우 전구의 관할이 되었고 후에 닝보 전구의 관할이었다가 다시 타이저우 전구의 관할이 되었다. 그러나 1958년 10월에는 독립된 현이 폐지되고 샹산 현에 흡수되었다. 1961년 10월에 닝하이 현은 재설치되었고 닝보 전구의 관할이 되었다. 1983년 7월에 닝보 전구는 닝보 시로 승격되어 현재에 이르고 있다.

## 행정 구역
4개 가도, 11개 진, 3개 향을 관할한다.
- 가도: 跃龙街道, 桃源街道, 梅林街道, 桥头胡街道.
- 진: 长街镇, 力洋镇, 一市镇, 桑洲镇, 岔路镇, 前童镇, 黄坛镇, 强蛟镇, 大佳何镇, 西店镇, 深甽镇.
- 향: 茶院乡, 胡陈乡, 越溪乡.